# ذهبيات متساوية
الذهبيات المتساوية (الاسم العلمي: Isochrysidales) هي رتبة من الأسناخ الصبغية تتبع طائفة البذيرات الجيرية من شعبة لمسيات النبت.

## فصائل
- الذهبية المتساوية